# Franziska Becker
Pour les articles homonymes, voir Becker.
Franziska Becker (né le 10 juillet 1949 à Mannheim) est une auteure de bande dessinée allemande. En 1977, elle fait partie de l'équipe qui lance le bimestriel féministe EMMA. Les bandes dessinées humoristiques qu'elle y publie lui valent rapidement une certaine notoriété et la possibilité de collaborer avec des titres à plus gros tirage comme Titanic, Stern ou Kölner Stadt-Anzeiger. Sa création la plus connue, Féminax et Walkyrax, est une parodie d'Astérix et Obélix.

## Biographie
Franziska Becker est née le 10 juillet 1949 à Mannheim. Ses études la destinent à l'origine à la profession d'enseignante en arts. En 1976, elle postule avec succès pour un emploi dans le magazine Emma fondé par Alice Schwarzer, l’une des féministes allemandes les plus connues. Elle décide alors d'abandonner ses études pour travailler à plein temps en tant qu'illustratrice indépendante. Elle s'engage ainsi dans le mouvement féministe à partir de 1977 en réalisant des caricatures, bandes dessinées et dessins de presse pourEmma. Renversant les stéréotypes qui veulent que les caricaturistes soient essentiellement masculins, elle est l'une des premières à traiter par l'humour du sexisme,. Au cours de sa carrière, Franziska Becker a aussi travaillé pour le magazine satirique Titanic, pour l'hebdomadaire Stern et pour le Kölner Stadt-Anzeiger. L'une de ses créations les plus connues est Féminax et Walkyrax une parodie présentée comme « la réponse féministe à Astérix et Obélix »,.
En juin 2019, elle reçoit le prix Hedwig-Dohm (de) décerné en souvenir de la pionnière allemande du féminisme Hedwig Dohm. Cette distinction crée une polémique en Allemagne, des auteurs et figures des médias déclarant, notamment sur Twitter, qu'ils estiment que certains de ses dessins représentant des femmes voilées sont misogynes, racistes ou islamophobes En réponse à ces accusations, Franziska Becker, soutenue par Alice Schwarzer, précise que les dessins incriminés visent non pas l'islam, mais l'islamisme.

## Œuvres en français
- Féminax et Walkyrax, Arboris, 1994.  (ISBN 903441017X)

## Distinctions
- 1988 : Prix Max et Moritz du meilleur auteur germanophone[4]
- 2012 : Élan de Göttingen (de) pour l'ensemble de son œuvre[2]
- 2013 : Prix Wilhelm Busch (de) pour l'ensemble de son œuvre[2]
- 2019 : prix Hedwig-Dohm (de)[5]